# Погребки (Калузька область)
Погребки (рос. Погребки) — присілок в Куйбишевському районі Калузької області Російської Федерації.
Населення становить 1 особу. Входить до складу муніципального утворення Селище Бетлиця.

## Історія
Від 2004 року входить до складу муніципального утворення Селище Бетлиця.

## Населення
| 2002 | 2010 |
| ---- | ---- |
| 23   | ↘1   |